# Іннополіс
Іннополіс — місто у Верхньоуслонському районі Республіки Татарстан, місто-супутник Казані, що входить до її агломерації. У поселенні розташовані Університет Іннополіс і особлива економічна зона «Іннополіс».. Статус «міського поселення» Іннополіс отримав разом з відкриттям.
На 2019 рік є найменшим за чисельністю населення містом Росії. Одне з небагатьох побудованих з нуля міст пострадянської Росії. Є одним з трьох наукоградів в Російській Федерації (поряд з підмосковним центром Сколково і новосибірським Кольцово), створених для розвитку інформаційних технологій та інноваційних високих технологій.
Утворює муніципальне утворення місто Іннополіс зі статусом міського поселення, незважаючи на нечисленність населення, як єдиний населений пункт в його складі.